# Henk Hulshof
Henk Hulshof (1946) is een Nederlands expressionistisch kunstschilder.
Naast schilderijen in mediterraanse sfeer schildert hij ook regelmatig het Achterhoekse landschap en het IJssellandschap. 
Hulshof woont in Doetinchem en werkt in ateliers aldaar en in Laag-Keppel.